# آن نيلي
آن نيلي (بالإنجليزية: Anne Neely)‏ هي رسامة أمريكية، ولدت في 1946.
حازت نيلي على جوائز عديدة عن أعمالها، وحصلت على إقامات فنية في الخارج، مثل برنامج زمالة مؤسسة بالينجلين للفنون في أيرلندا. تُعرض أعمال الفنانة في مجموعات متحف أرماند هامر، متحف بروكلين، متحف ديفيس والمركز الثقافي بكلية ويلسلي، متحف ديكوردوفا وحديقة النحت، ومتحف فارنسورث للفنون، مركز غرينوالد للفنون الجرافيكية بجامعة كاليفورنيا، متحف الفنون الجميلة في بوسطن، المعرض الوطني للفنون في واشنطن، متحف روز للفنون بجامعة برانديز، متحف سميثسونيان للفنون الأمريكية ومتحف ويتني للفن الأمريكي.